# Sci alpino ai V Giochi olimpici invernali - Discesa libera femminile
Tra le competizioni dello sci alpino che si sono tenute ai V Giochi olimpici invernali di Sankt Moritz c'è stata la discesa libera femminile. L'evento si è svolto il 2 febbraio.
La prova era valida anche per la Combinata.

## Classifica
| Pos.    | Atleta                      | Nazione        | Tempo  |
| ------- | --------------------------- | -------------- | ------ |
| Oro     | Hedy Schlunegger            | Svizzera       | 2'28"3 |
| Argento | Trude Beiser                | Austria        | 2'29"1 |
| Bronzo  | Resi Hammerer               | Austria        | 2'30"2 |
| 4       | Celina Seghi                | Italia         | 2'31"1 |
| 5       | Lina Mittner                | Svizzera       | 2'31"2 |
| 6       | Suzanne Thiollière          | Francia        | 2'31"4 |
| 7T      | Laila Schou Nilsen          | Norvegia       | 2'32"4 |
| 7T      | Françoise Gignoux           | Francia        | 2'32"4 |
| 9       | Rosmarie Bleuer             | Svizzera       | 2'33"3 |
| 10      | Lucienne Schmidt-Couttet    | Francia        | 2'35"2 |
| 11      | Antoinette Meyer            | Svizzera       | 2'35"4 |
| 12      | Brynhild Grasmoen           | Stati Uniti    | 2'36"0 |
| 13      | Gretchen Fraser             | Stati Uniti    | 2'37"1 |
| 14T     | Irène Molitor               | Svizzera       | 2'37"2 |
| 14T     | Alexandra Nekvapilová       | Cecoslovacchia | 2'37"2 |
| 16      | Annelore Zückert            | Austria        | 2'38"4 |
| 17      | Anneliese Schuh-Proxauf     | Austria        | 2'39"0 |
| 18      | May Nilsson                 | Svezia         | 2'39"1 |
| 19      | Erika Mahringer             | Austria        | 2'39"3 |
| 20      | Ruth-Marie Stewart          | Stati Uniti    | 2'42"0 |
| 21      | Fernande Bayetto            | Francia        | 2'43"1 |
| 22      | Rebecca Cremer              | Stati Uniti    | 2'44"2 |
| 23      | Borghild Niskin             | Norvegia       | 2'44"4 |
| 24      | Olivia Ausoni               | Svizzera       | 2'45"1 |
| 25      | Božena Moserová             | Cecoslovacchia | 2'46"1 |
| 26      | Sophie Nogler               | Austria        | 2'47"0 |
| 27      | Isobel Roe                  | Gran Bretagna  | 2'47"3 |
| 28      | Paula Kann                  | Stati Uniti    | 2'49"0 |
| 29      | Micheline Desmazières       | Francia        | 2'50"2 |
| 30      | Rosemarie Sparrow           | Gran Bretagna  | 2'52"3 |
| 31      | Georgette Miller-Thiollière | Francia        | 2'52"4 |
| 32      | Renata Carraretto           | Italia         | 2'59"1 |
| 33      | Sheena Mackintosh           | Gran Bretagna  | 3'00"0 |
| 34      | Xanthe Ryder                | Gran Bretagna  | 3'01"4 |
| 35      | Andrea Mead Lawrence        | Stati Uniti    | 3'03"1 |
| 36      | Anikó Iglói                 | Ungheria       | 3'07"1 |
| 37      | Rhona Wurtele               | Canada         | 3'26"1 |